# FIFA 22
FIFA 22 é um jogo eletrônico de simulação de futebol desenvolvido e publicado pela Electronic Arts.
O jogo foi anunciado no dia 11 de julho de 2021 e lançado no dia 1 de outubro de 2021 para PlayStation 5, Xbox Series X/S, Google Stadia, Microsoft Windows, PlayStation 4, Xbox One e PC.

## Modos de Jogo
O jogo FIFA 22 é composto por diversos modos de jogo, esses são: Modo Carreira, Ultimate team, Pro Clubs e Volta Football. Nessa nova versão do game, o Modo Carreira exclusivamente, aparece com diversas novidades para deixar o modo de jogo mais interessante. Uma dessas novidades é a possibilidade da criação do seu próprio clube, e a partir daí o usuário do game consegue gerenciar e administrar um clube do zero; desde ao nome, escudo, uniforme e até a liga em que deseja enquadrar o seu time.

## Ligas e Competições
Em relação ao FIFA 21, foi adicionada uma nova liga, a Liga da Índia.